# Arrêt Pauletto
L'arrêt Pauletto du 21 avril 1982 est une décision de justice rendue par la Cour de cassation portant sur les règles de conflit de lois dans le temps et sur l'application immédiate des lois à des faits non encore jugés. Cet arrêt concerne le jugement d'André Pauletto.

## L'arrêt
La Cour a cassé un jugement qui avait appliqué une disposition juridique nouvellement amendée par la loi no 80-1041 du 23 décembre 1980 (ultérieure aux faits incriminés), laquelle étendait le champ d'application de la disposition relative à l'attentat à la pudeur, en l'occurrence de l'article 331 de l'ancien Code pénal. En même temps ledit jugement avait retenu des circonstances aggravantes bien qu'une telle possibilité ne fût, au moment du jugement, plus admissible en vertu de l'article 331 de l'ancien Code.

Dans son arrêt, le Chambre criminelle de la Cour de cassation a statué que: 
« Attendu qu'aux termes de l'article 4 du Code pénal, nulle contravention, nul délit, nul crime ne peuvent être punis de peines qui n’étaient pas prononcées par la loi avant qu’ils fussent commis ; que, par la suite, une loi instituant une nouvelle incrimination ou étendant le champ d'application d'une incrimination ne peut s'appliquer à des faits antérieurs à son entrée en vigueur ; [...]

D'où il suit que le principe ci-dessus rappelé a été méconnu et que la cassation est encourue de ce chef ;
Par ces motifs:
Et sans qu’il soit besoin de statuer sur les autres moyens.

Casse et annule. »

## Commentaires
La question du droit transitoire, à savoir la résolution de conflits de lois dans le temps, a donné lieu à une jurisprudence fournie, abordant un grand nombre de cas de figure et de situations particulières. La règle dite de non-rétroactivité qui s’est dégagée a ainsi été précisée. On a notamment pu noter une distinction entre les cas impliquant des règles de procédure et ceux qui relèvent de normes de fond. De même, la succession de non pas deux, mais trois lois entre le moment des faits et le jugement s'est présentée aux juges. La question probablement la plus intéressante, et délicate tout à la fois, est de savoir comment mesurer le degré de mansuétude de lois successives.
L'arrêt traité ici ne porte pas sur ce genre de questions, mais sur l'affirmation-même de la règle de non-rétroactivité. Il a confirmé le refus d'appliquer une loi plus sévère à des faits commis antérieurement à l'entrée en vigueur de ladite loi. La Cour a réaffirmé sans équivoque une lecture stricte de l'article 4 de l'ancien Code pénal, qui interdit d'imposer une « peine » qui n'était pas prévue par la loi au moment des faits incriminés. Dans la présente occurrence, la notion de non-imposition de « peine » a été appliquée à une extension du champ d'application d'une norme juridique, laquelle ce faisant introduit une nouvelle incrimination sous l'emprise de la loi. S'agissant du fondement théorique de ladite règle, Varinard relève que « c'est donc le principe de légalité qui est le fondement le plus sûr de la règle de non-rétroactivité des lois plus sévères ». Étant donné la nature de ce fondement, il paraît logique que le degré de sévérité ou clémence relatif des normes juridiques successives impliquées joue un rôle déterminant dans l’application de la règle de non rétroactivité. Le bien-fondé de la règle de non-rétroactivité des normes juridiques plus dures s'impose sans obstacle, et Varinard d'abonder en ce sens en observant qu'« aujourd'hui, on notera que la valeur constitutionnelle de la non-rétroactivité des lois pénales n'est plus guère discutée ».
En même temps, la Cour a confirmé une autre règle du droit temporel en rejetant les circonstances aggravantes retenues par le jugement initial sur la base de l'ancien droit. Sur ce point, Varinard précise qu'« il convient d’éviter d'utiliser le mot rétroactivité », mais que « c'est simplement l'application immédiate de la loi nouvelle à toutes les situations juridiques non définitivement jugées ». Et d'ajouter, ici encore, que « cette solution ne fait de doute pour personne ».